# マッツァー
マッツァー（ヘブライ語（セファルディム式） matztzāh（複数形 matztzōth）, ヘブライ文字: מצה, ドイツ語 die Matze, Mazze ; マッツァとも）とは、過ぎ越しの祝いで食べられる、酵母の入らないクラッカー状のパン（フラットブレッド）。イディッシュ語風の発音ではマッツォー（matzo）という。
トーラーの出エジプト記によれば、イスラエル人がエジプトから脱出するとき、パンを発酵させ膨らませる時間がなかったため、マッツァーができた。それを記念して、過ぎ越しの祝いの前には酵母を入れないパン、マッツァーが作られる。過ぎ越しの祝いのマッツァーは普通、粉と水だけでつくられるが、塩や油が入ったものやチョコレートをかけたもの、水の代わりに果物のジュースで粉をこねて作るエッグ・マッツァー（egg matzah）もある。イタリアのピティリアーノでは、白ワインと砂糖の入った甘いマッツァーが作られていた。
小麦、スペルト小麦（spelt）、大麦、ライ麦の4種、それにラシの注釈によるとエンバク、あるいはミシュナーにあるラムバム（マイモニデス）の翻訳によると二条大麦を加えた5つの穀物は、過ぎ越しの祝いの間はマッツァーにのみ使ってもよいとされている。小麦とスペルト小麦はどちらもコムギ属に属し、コムギ属の他の麦もこの2種と同様に禁じられている。キビ、アワ、テフは発酵に数日かかるので禁じられるかどうか微妙である。
上記の5種類の穀物からできたパン生地は水分を含み始めてから18分経つと膨らみ始めると考えられているため、オーブンに入れる前にそれ以上の時間が経ったものはマッツァーとはみなされない。薄くのばした生地の表面を焼く前にフォークや櫛状の器具でつついて気泡をつぶすのは、発酵をなるべく抑止するためである。発酵を起こす水分を含んでいないことを証明するために収穫から製粉、貯蔵まで特別な監視下におかれた穀物でつくられたマッツァーをシュムラ・マッツァ―（Shmura Matzoh、監視されたマッツァー)と呼ぶ。
マッツァーはマッツァー粉をつくるために粉にされることがある。粗い粉をマッツァー・ファルフェル（Matzoh Farfel）、細かい粉はマッツァー・ミール（英：Matzoh Meal）と区分する。過ぎ越しの祭りの期間中は上記の5つの穀物が禁じられるため、粉製品の代用としてマッツァー製品が活用される。 マッツァー・ファルフェルは牛乳をかけてシリアル食品のように食べることができる。細かいマッツァー粉は過ぎ越し祭の期間中小麦粉やパン粉の代用として用いられ、ケーキもこれで作る。
マッツァー粉を使った料理に、スープに入れるダンプリングの一種マッツォー・ボール、パンケーキ状のフレムゼルの他、水や牛乳に浸したマッツァーを砕いて溶き卵と混ぜて焼いた、オムレツやスクランブルエッグ状のマッツァー・ブライ（Matzah brei）がある。マッツァーはパスタの代用やクーゲルの素材として使われることもある。

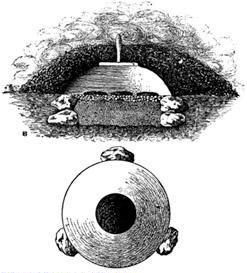
シリアのマッツァー窯
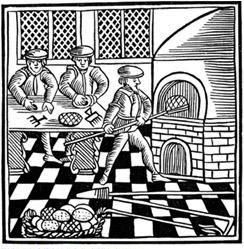
マッツァーを焼くパン屋
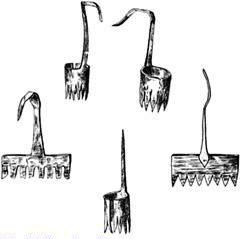
マッツァーの表面をつついて気泡をつぶすための器具
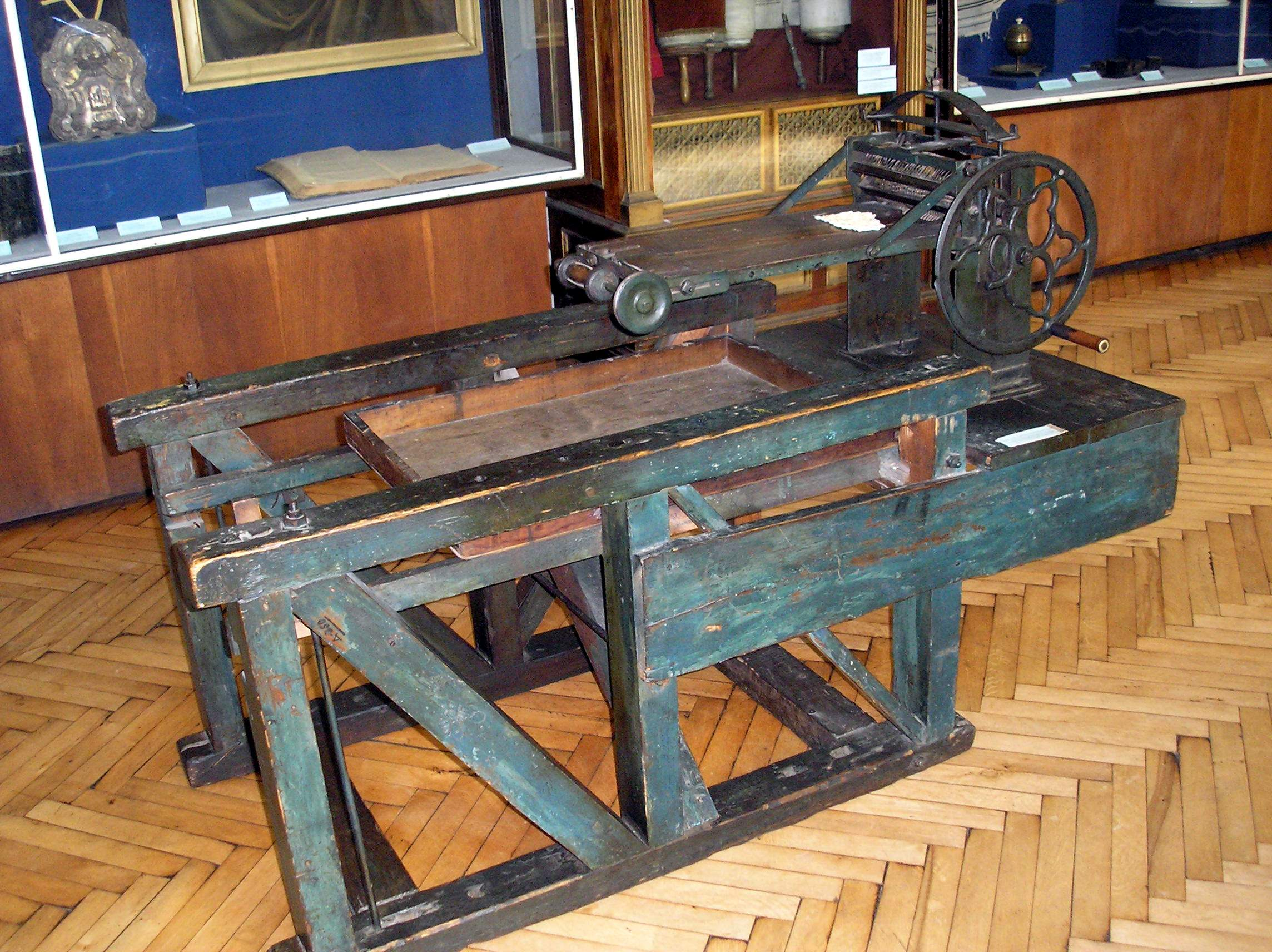
マッツァー製造機（20世紀初め、リヴィウ）
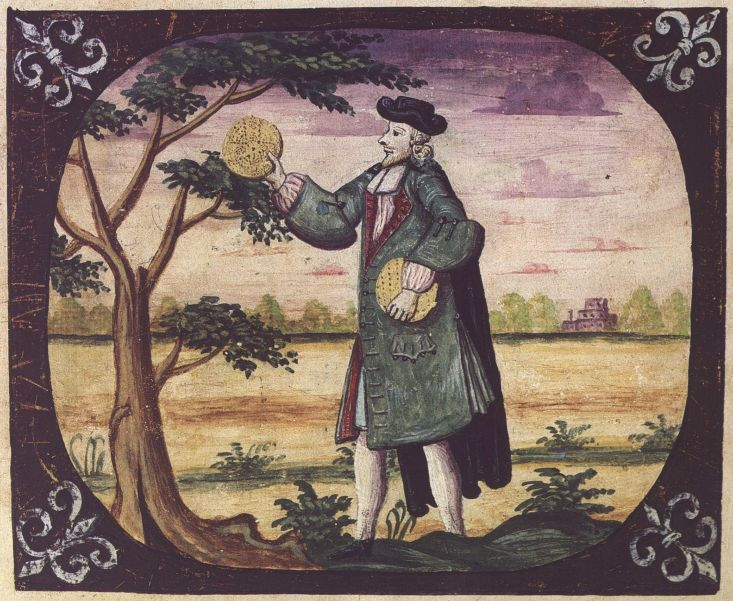
マッツァーを持つ男（1739年、ハンブルク）
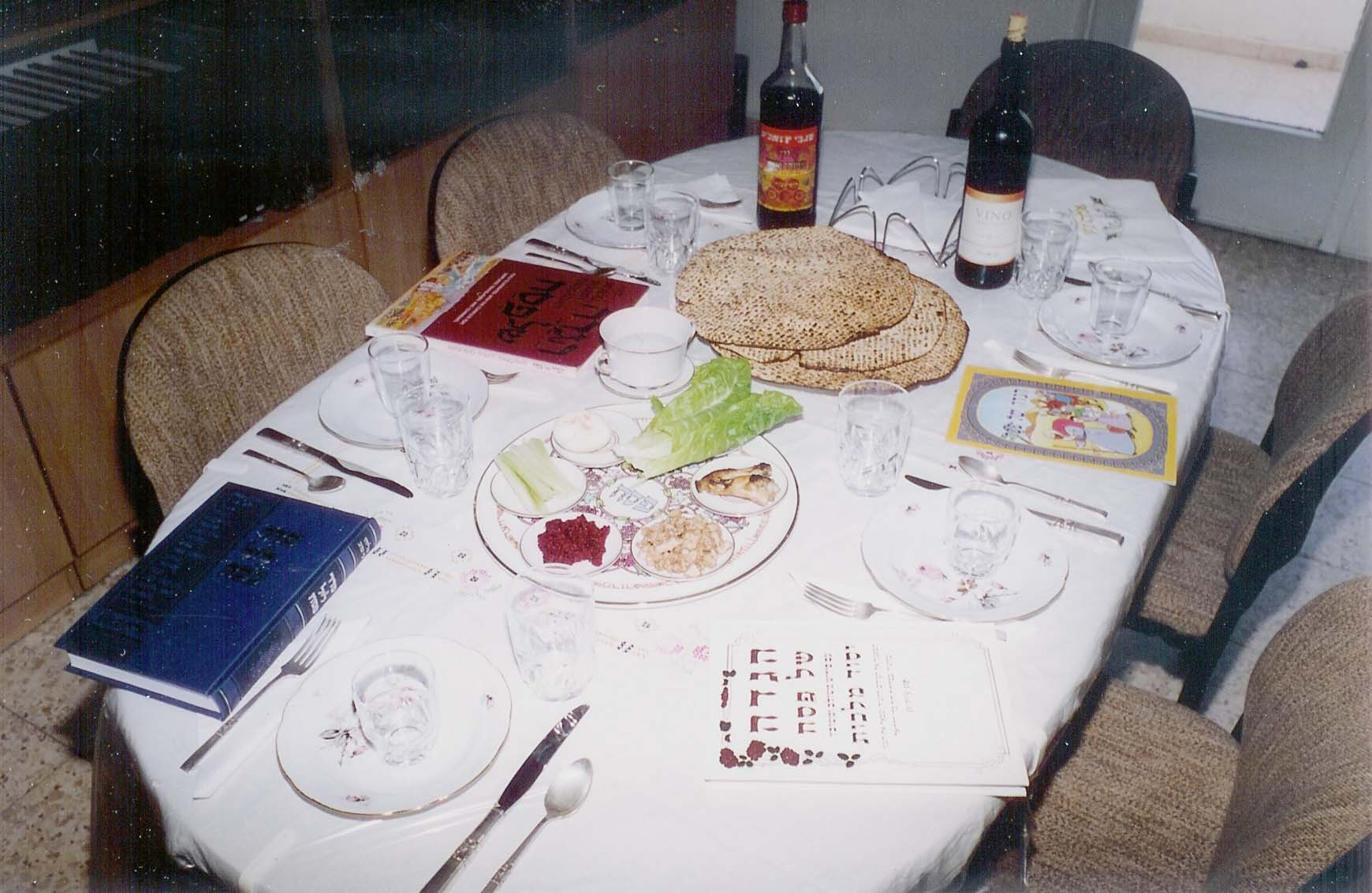
セーデル・シェル・ペサハの食卓
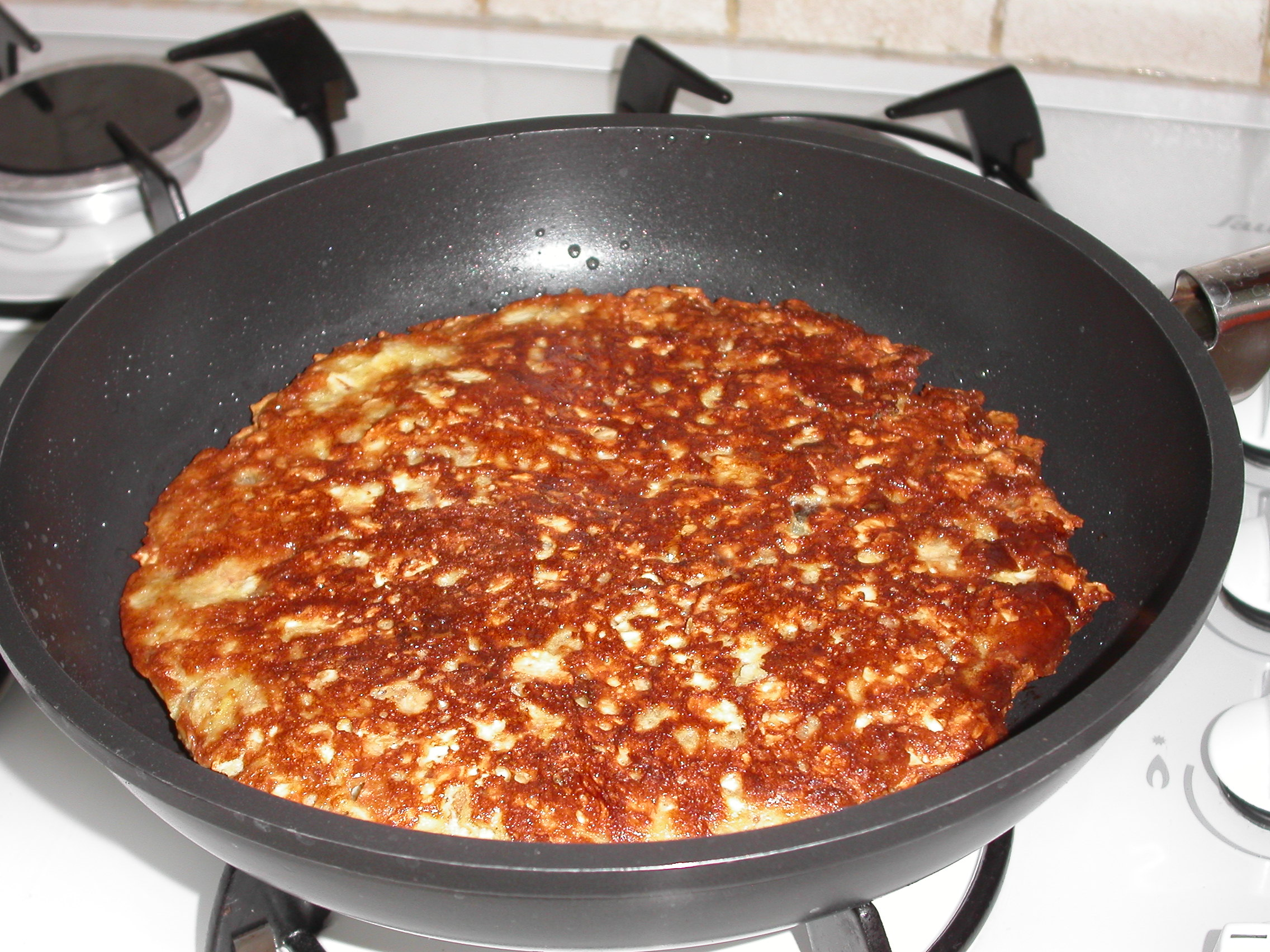
マッツァー・ブライ
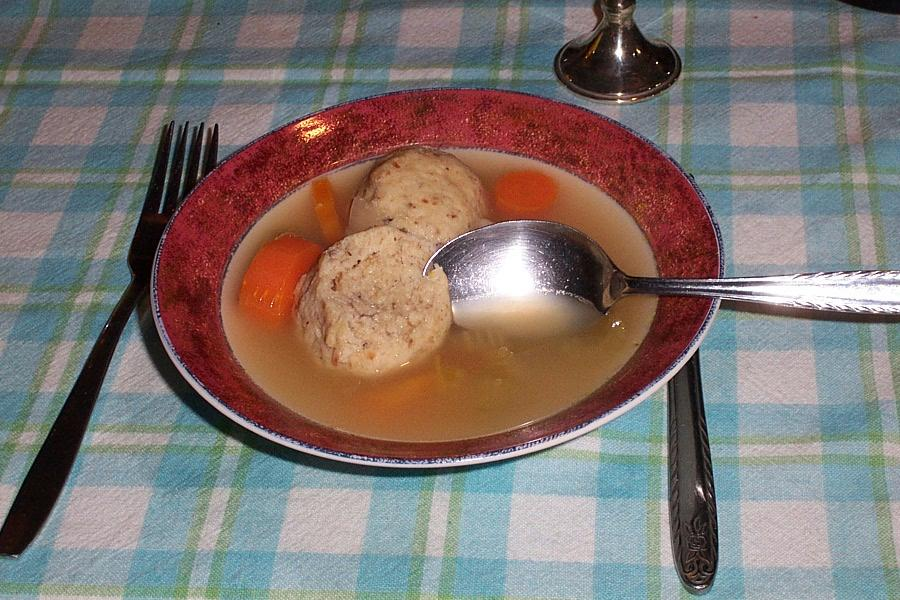
マッツァー・ボールのスープ